# 情慾9歌
《情慾9歌》（英語：9 Songs）是一部2004年英國藝術愛情片，由麥克·溫特伯頓編寫和導演。題目來自電影中由八隊樂隊演奏的九首歌。電影自首映便引起爭議，因為它的性愛內容，包括兩名主演演員的真實性行為，口交和一幕射精。電影在坎城影展上放映。

## 大綱
電影描述一對年輕戀人在英國倫敦的現代愛情故事──英國氣候學家馬特和美國交流生莉莎。故事以馬特在南極工作時的個人回想講出。他們的共同興趣是對現場音樂的激情，經常結伴同遊搖滾演奏會。電影描繪他們（或只有馬特）在演奏會觀看九首歌，和他們同遊郊野和倫敦。莉莎在聖誕節返回美國，結束二人短暫激烈的關係。

## 角色
- 凱爾安·歐布萊恩 飾 馬特
- 馬戈·斯蒂利 as 莉莎

### 九首歌
- "Whatever Happened to My Rock and Roll", 黑色叛逆摩托車俱樂部
- "C'mon, C'mon", The Von Bondies
- "Fallen Angel", Elbow（英语：Elbow (band)）
- "Movin' on Up", 原始吶喊
- "You Were the Last High", The Dandy Warhols
- "Slow Life", Super Furry Animals
- "Jacqueline", 法蘭茲·費迪南
- "Debbie", 迈克尔·尼曼
- "Love Burns", Black Rebel Motorcycle Club

## 影片争议
影片中真枪实弹的性爱场面，当年着实震撼到了所有观众。每首歌中间的情节，就只有性，整个影片可以说是一部九首曲目的MV加AV。最夸张的两场床戏，是影片中间的一次用手，和影片尾声的一次女上位。
中间那场戏，马特躺在床上，莉莎帮他用口和手，镜头毫不避讳地直接拍摄这个场景，最令人大跌眼镜的是，最后马特居然在镜头前射了好多。最后女上位那场戏，莉莎骑在马特身上，镜头从背后直接拍摄两人器官的交合，并且时间不短，反反复复拍摄了很长时间……